# 泉北郵便局
泉北郵便局（せんぼくゆうびんきょく）は、大阪府堺市南区にある郵便局。民営化前の分類では集配普通郵便局であった。

## 概要
住所：〒590-0199 大阪府堺市南区若松台3-1-3

## 沿革
- 1920年（大正9年）9月1日 - 上神谷（にわだに）郵便局として設置。
- 1955年（昭和30年）2月1日 - 電話交換事務の取扱を上神谷電話局に移管[1]。
- 1970年（昭和45年）5月16日 - 和文電報配達業務を堺電報電話局鳳分室および横山電報電話局に移管。
- 1972年（昭和47年）9月1日 - 特定郵便局から普通郵便局に局種別改定するとともに、泉北郵便局に改称。
- 1976年（昭和51年）2月2日 - 堺市豊田から同市若松台三丁に移転。
- 1998年（平成10年）9月1日 - 外国通貨の両替および旅行小切手の売買に関する業務取扱を開始。
- 2007年（平成19年）10月1日 - 民営化に伴い、併設された郵便事業泉北支店に一部業務を移管。
- 2012年（平成24年）10月1日 - 日本郵便株式会社発足に伴い、郵便事業泉北支店を泉北郵便局に統合。

## 取扱内容
- 郵便、印紙、ゆうパック、内容証明
- 貯金、為替、振替、振込、国際送金、外貨両替・トラベラーズチェック、国債、投資信託
- 生命保険、バイク自賠責保険、自動車保険、がん保険、引受条件緩和型医療保険
- 地方公共団体事務（堺市バス割引乗車証の交付）
- ゆうちょ銀行ATM
- 「590-01xx」区域（堺市南区の全域）の集配業務
- ゆうゆう窓口

## 風景印
- 図柄は桜井神社割拝殿と郷土芸能「こおどり」の面、泉北ニュータウンの高層住宅。局名表記は「泉北」
- 使用開始日は1978年（昭和53年）5月6日

## 周辺
- 堺市消防局 南消防署
- 大阪府立泉北高等学校

## アクセス
- 南海泉北線 栂・美木多駅から徒歩約13分
- 南海バス 豊田南停留所下車
- 阪和自動車道 堺ICおよび堺泉北道路 太平寺出入口から南へ約3km
- 泉北1号線と泉北2号線との交点（豊田橋南交差点）角
- 駐車場あり：50台